# Antonie Erhartt
Antonie Erhartt   (Viena, 14 d'abril de 1826 - 25 d'agost de 1853) va ser una actriu de teatre austríaca i cantant d'òpera (soprano).

## Biografia
Els seus pares es dedicaven al teatre "Leopoldstädter" i Erhartt ja treballava a l'escenari quan era una criatura de sis anys. Com que també tenia una bella veu de soprano, el seu pare la va fer formar primer amb el conegut kapellmeister Adolf Müller sènior i més tard amb Giovanni Gentiluomo.
El 1843, Erhartt va debutar al teatre Leopoldstädter amb Mädel aus der Vorstadt i va ser contractada immediatament pel director Carl Carl per als seus dos teatres, en l'associació dels quals va romandre fins al 1847. Després va treballar un any al "State Theatre" de Linz i va ser contractada el 1848 per al "Brno City Theatre". La seva carrera havia de començar el 1852, però va morir d'una manera totalment inesperada durant una actuació com a convidada al "Deutsches Theatre" de Pest.
Va deixar enrere la seva filla Louise Erhartt, que més tard també es va convertir en actriu d'escena.